# Přirozené právo
Přirozené právo (lat. ius naturale) znamená právo nepsané, věčné, univerzální a nezávislé na státu (resp. společenství států), jehož podstatou je obecná rovnost všech lidí, požadavek spravedlnosti a zákaz diskriminovat kteroukoli lidskou osobu. Vychází z právního dualismu. Pojem přirozené právo vznikl ve starověkém římském právu a je mnohoznačný, zpravidla označuje souhrn určitých právních principů nebo obecných právních norem, které vycházejí z člověka a jeho přirozenosti (ius naturale), rozumu (ius rationale) nebo jako výraz božího záměru, boží vůle (ius divinum, lex aeterna). Zákonodárce by se měl řídit zásadami přirozeného práva, například spravedlností, aby svým pozitivním zákonům dodal legitimitu, klíčový pojem přirozeného práva.

## Filosofické zdůvodnění přirozeného práva
Archaické společnosti se řídily „zákonem předků“, který se jako nepochybná autorita předával z generace na generaci. První filosofové, kteří začali rozlišovat mezi zákony vyhlášenými lidskou zákonodárnou autoritou, tzv. pozitivními zákony, a zákony platnými nezávisle na tom, tzv. přirozenými zákony, byli sofisté, učenci působící ve starém Řecku zejména v 5. a 4. st. př. n. l. Někteří z nich (např. Antifón) učili, že všichni lidé si jsou svou přirozeností rovni a že silnější vytvářejí zákony k nespravedlivému potlačování slabších a omezování jejich svobody. Jiní sofisté učili přesný opak, slabší vytvářejí zákony kvůli tomu, aby omezili silnější a zbavili je jejich možnosti uplatnit svou „přirozenou“ sílu a převahu.
Hérakleitos z Efezu, řecký předsókratovský filosof, mluví o „logu“ (tj. o slovu, smyslu, rozumu), který v jeho pojetí vládne světu jako zákon veškerého dění, vším pronikající a všechno ovládající světový rozum, na kterém se člověk podílí vlastní rozumovostí. Tento řecký logos (slovo) bude mít na evropské myšlení ohromný vliv.

Kořeny přirozeného práva nalezneme i v učení Platóna a Aristotela, u kterých se objevuje spojení „přirozeně spravedlivé“ (fysei dikaion), z něhož stoikové, kteří sjednotili stanoviska starších filosofů s myšlenkami Platóna a Aristotela, odvodili představu přirozeného či přírodního zákona (lex naturalis), který vždy platil, platí a bude platit všude pro všechny stejně, protože podle stoiků jsou všichni lidé občané (polítai) jednoho světového státu (stoický kosmopolitismus). Stoikové, jejichž cílem bylo žít ve shodě s přirozeností (natura), jsou oprávněně pokládáni za původce teorie přirozeného práva. Cicero, římský právník, státník a filosof, ovlivněný stoicismem, shrnuje učení o přirozeném zákonu takto: 
„Pravý zákon spočívající ve správném pochopení je v souladu s přirozeností, rozlévá se na všechny, neodporuje si, platí ustavičně... Nemůžeme být tohoto zákona zbaveni ani rozhodnutím senátu ani lidu a neplatí také jiný zákon v Římě a jiný v Athénách, jiný nyní a jiný v budoucnosti, nýbrž jeden zákon, a to ustavičný a neměnný, bude vždy platit pro všechny národy a bude jeden společný jakoby učitel a panovník všech, totiž bůh.“
Gaius, literárně plodný učitel práva ze 2. století, je definuje jako „to, čemu příroda všechno živé naučila“. Jeho pojetí přirozeného práva mělo tedy blízko k právu národů (ius gentium), které platilo pro všechny lidi obecně. Právo národů (ius gentium) bylo platné u různých kmenů např. u Germánů a Slovanů, jejichž obyvatelé nebyli římskými občany a nevztahovalo se na ně civilní (občanské) římské právo. Domitius Ulpianus, významný římský právník a klasický představitel římské právní vědy, spatřuje v přirozeném právu společný prvek s právem národů a civilním právem v tom, že „přirozené právo je společné všem živým tvorům a lidem“.

## Teologické zdůvodnění přirozeného práva
Svatý Augustin, nejvýznamnější starověký myslitel ze západních církevní otců, pod vlivem Platóna, stoiků, Órigena a Plótína se snažil smířit řeckou filozofii s křesťanstvím. Přirozenému zákonu dává jasně teologický základ, neboť jeho zdroj vidí v Bohu. O přirozeném právu říká, že „pravý věčný zákon je Boží rozum nebo vůle Boží“. Věčný zákon (lex aeterna) v podání Nového zákona je podle něj Zlaté pravidlo. Lidské zákony nazývá časnými (lex temporalis). Věčný zákon by měl určovat hranice lidským zákonům. Augustinovo největší dogmatické dílo je De civitate Dei (O Boží obci).
Tomáš Akvinský, zakladatel tomismu, nejvýznamnější představitel středověké křesťanské teologie, ovlivněný stoickou koncepcí, rozvinul ve 13. století teorii přirozeného práva založenou na sjednocení Aristotelova učení s Biblí a s křesťanstvím. Rozlišoval trojí druh zákonů:
1. Věčný zákon (lex aeterna, lex divina), člověku nepřístupný.
2. Přirozený zákon (lex naturalis) , který může člověk poznávat.
3. Lidský zákon (lex humana), který vyhlašují panovníci a lidé sami.[4]

Tomáš také poprvé použil pojem pozitivního (tj. kladeného, ustanoveného) práva. Lidské zákony jsou podmínkou dobrého soužití a míru, musí však respektovat nadřazený přirozený zákon, z něhož se odvozuje jejich autorita a legitimita, protože nižší stupeň zákona musí vždy odpovídat stupni vyššímu, nespravedlivý lidský zákon odporující přirozenému zákonu pokládal za špatný zákon (lex corrupta), který nikoho nezavazuje a který je třeba odstranit. Přirozený zákon souvisí s věčným zákonem, který je totožný se samotným Bohem. Věčný zákon není tak jako u stoiků vůči světu imanentní, ale transcendentní, lidskému rozumu nepřístupný a člověk se o něm dozvídá jen ze Zjevení.
Podle německého reformátora křesťanské církve Martina Luthera (1483–1546) se přirozené právo shoduje s Desaterem.

## Moderní dějiny přirozeného práva
Představa přirozeného práva dostala nový význam v období absolutismu a sloužila jako jisté omezení panovnické svévole, zejména v podobě lidských a občanských práv v novověku. Počátkem 16. století znovu formulovala koncept přirozených práv filosofická a teologická škola univerzity v Salamance. Už zakladatel konceptu Vitoria filosoficky a teologicky odůvodnil požadavek rovného zacházení s americkými domorodci a nedotknutelnost jejich práv. Na něj navazovali například Suárez a Grotius. V 17. a 18. století byli hlavními představiteli racionalistické koncepce jusnaturalismu v období osvícenství a myšlenkovou přípravou na revoluci proti stávajícímu feudálnímu řádu Hugo Grotius, Thomas Hobbes, John Locke, Samuel von Pufendorf, Charles Louis Montesquieu, Jean Jacques Rousseau, Thomas Jefferson, Alexandr Nikolajevič Radiščev. Tato teorie říká, že přirozená není nerovnost a nesvoboda lidí, ale přirozená je svoboda a jejich rovnost. Představitelé této teorie argumentují přirozeným stavem, který existoval před vznikem civilizace. Z důvodu ochrany lidské svobody uzavírají tzv. společenskou smlouvu, která je legitimizačním základem státu - moc státu pochází z lidu (lid - společnost - stát). Racionalistické zdůvodnění přirozeného práva vyústilo v přijetí politickoprávních deklarací, prohlašujících jako přirozené právo na život, na svobodu, rovné omezení práv s ohledem na práva jiných a zájmy celku. V evropském kontextu byl nejvýznamnějším přijatým dokumentem v roce 1789 ve Francii Deklarace práv člověka a občana.
Právo na ochranu života, bezpečí a majetku se v prvních amerických deklaracích odvozuje od Stvoření a tím vyjímá z pravomoci panovníků i zákonodárců. Pod vlivem zejména Rousseauovým se začala chápat jako vrozená a rozšířila se o další svobody. Krvavé vyústění Francouzské revoluce ukázalo, že společnost nelze vybudovat jen na individuálních právech a v 19. století v Evropě převládlo historické chápání práva. V 19. století se názor na to, co je přirozené několikrát měnil, objevily se úvahy, zda přirozené právo je skutečně to, co je nám vrozeno, nebo zda za přirozené nelze považovat něco, co je naším přičiněním zrozeno. Argumentace je pak v průběhu 20. století vedena ve smyslu, že konotace pojmu přirozenost je nejen neurčitá, vede nezbytně k legitimačnímu pluralismu v chápání přirozeného práva, což byl a stále je nejčastější argument právního pozitivismu vůči různým směrům jusnaturalismu, ale i historicky proměnlivá, což ostatně dokazují samotné proměny legitimačních základů přirozeného práva. Recentní pojetí přirozeného práva je vidí jako historicky a tedy nutně i společensky determinované, přičemž se však odmítá jeho ztotožnění s právem daným státem, tedy s právem pozitivním. Koncem století je vystřídaly pozitivní právní nauky, které platnost práva odvozují pouze z legitimního zákonodárného postupu.
Myšlenku přirozeného práva a přirozených práv znovu oživily otřesné zkušenosti druhé světové války, protože válečné zločiny Němců nebylo možné odsoudit na základě tehdy platného nacistického práva. Například v Norimberském procesu žalobci argumentovali tak, že pachatelé si museli uvědomovat, že jednají proti lidskosti, lidské přirozenosti, rozumu atp. Myšlenka přirozených – a tedy nezrušitelných – práv každého člověka vedla k přijetí Všeobecné deklarace lidských práv a svobod valným shromážděním OSN v roce 1948.
Klasifikace základních práv a svobod
Základní práva a svobody mají shodný přirozenoprávní základ, přesto však nemají stejnou povahu a právní režim působení. Lze je klasifikovat z více hledisek.
Klasifikace práv a svobod podle "generací" - jde v podstatě o historický (evolucionalistický) pohled na proces "zpozitivňování" přirozenoprávního základu práv a svobod.
Lze rozlišovat na práva:
1. generace: základní lidská práva na svobody (osobní práva), včetně práv politických a práva na soudní ochranu (deklarováno již v 17. a 18. st.)
2. generace: hospodářská, sociální a kulturní práva (19. a 20. st.)
3. generace: práva tzv. postindustriální společnosti (typicky právo na příznivé životní prostředí) tzv. "solidarity" atd. [6]

## Jusnaturalismus a právní pozitivismus
Jusnaturalismem se nazývá směr právního myšlení, který zdůrazňuje přednost přirozeného práva před právem pozitivním, i když o nezbytnosti tohoto práva nepochybuje. Vytýká juspozitivistům, že se z jejich úvah vytratila představa správnosti a spravedlnosti práva, o niž se autorita zákona musí opírat a která jediná může bránit zásadnímu zneužití práva. Pokud se platnost práva odvozuje pouze od legitimního zákonodárného postupu, může zákonodárce „legálně“ vyhlásit i velmi nespravedlivé zákony (např. Norimberské zákony). Naopak ani ty největší ničemnosti, pokud se děly podle takových zákonů, nelze pak stíhat a trestat.
Jusnaturalisté dále vytýkají juspozitivistům přílišný formalismus a upozorňují na to, že ne všechny reálné životní situace lze přiměřeně podřadit pod psanou právní normu: občas se vyskytne situace, kdy prostá subsumpce vede k závěru, který evidentně není správný a je v rozporu s požadavkem spravedlnosti. Jusnaturalistický pohled na právo proto klade mnohem vyšší nároky na soudce, kteří by měli být schopni posoudit právní otázku nejen z hlediska platného pozitivního práva a jeho norem, ale i z pohledu přirozeného práva, co je a co není v dané situaci správné a spravedlivé.
V současném době jsou v českém právním řádu přirozenoprávního původu práva a svobody obsažená v Listině základních práv a svobod.
Počátky právně pozitivistického přístupu k právu už v 11. – 12. stol. (škola glosátorů), kteří studují nově objevená digesta a dělají si z nich poznámky. Po nich nastupují komentátoři , kteří zpracovávají poznámky a zobecňují. Glosátoři používají empirickou metodu, komentátoři jsou více teoretiky. V 19. stol. vznikají 4 základní směry právního pozitivismu: francouzská škola právní exegeze, rakouská škola právní exegeze, právní pozitivismus v Německu, právní pozitivismus ve Velké Británii.

### Francouzská škola právní exegeze
Stěžejní význam měl Code civil (Občanský zákoník 1804), který vytvořila kodifikační komise jmenovaná Napoleonem, v čele s Tronchetem. Jako spiritus agens se uplatnil zejména Portalis, který dovedl navázat na římskoprávní instituce uspořádané na racionálním schématu přirozenoprávního přístupu, při čemž byl schopen je v duchu Montersquieuovu spojit s empirickými hledisky, jež správně oceňovala potřeby a možnosti doby.
Základní myšlenky – nezadatelná práva je třeba sepsat do kodexu; představa úplnosti právního řádu; soudce musí vždy rozhodnout (nesmí odepřít spravedlnost).
Několik etap:
1. . etapa (1804 - 1840), v roce 1804 přijat Code civil, ztotožnění práva se zákonem.
2. . etapa (1840 - 1880), princip dělby moci – důsledně rozlišená moc zákonodárná a výkonná.
3. . etapa (1880 - 1899), krize a zániku exegetické školy. Představa o úplnosti právního systému "Co není zakázáno, je dovoleno!", striktní právní pozitivismus odmítá mezery v právu.

Rozvoj právní dogmatiky – nauka o tom, jak zacházet s právními texty podle určitých zásad a interpretačních pravidel. Nehodnotový přístup k právu, v roce 1899 vydává Francois Geny knihu Metody interpretace a prameny pozitivního soukromého práva, která pojednává o interpretaci zákona, právo nelze chápat pouze racionálně.

### Rakouský pozitivismus
Obdoba francouzského, zásadní dílo – Rakouský občanský zákoník vydán v roce 1811, podstatně menší význam než francouzská škola, konečná verze Franz von Zeiller.

### Německý pozitivismus
Staví na recepci římského práva – Němci se považovali za dědice Říma.
Historickoprávní škola: 1. pol. 19. stol. – doba sebeuvědomování si německého národa, touha po sjednocení. Hlavní představitelem byl Friedrich Carl von Savigny, Právnické učení o metodě, Dějiny římského práva ve středověku a.j. Závislost práva na národu, tvůrce práva „duch národa“ (projevuje se v právu, jazyce, obyčejích a státu národa), právo je vnímáno jako produkt historického vývoje. Odpor ke kodifikacím, nahradit je chce pojmovým aparátem. Savigny rozlišuje: 1. obyčejové právo – bezprostřední projev právního vědomí národa, 2. vědecké právo – výsledek činnosti právní vědy, 3. zákonodárství a kodifikace – zachycení zásad, které vznikly historickým vývojem národa. Savigny je autorem klasické teorie interpretace práva, jeho klasifikace právních metod je stále používána.
Vlastní právní pozitivismus v Německu:
Karl Magnus Bergbohm (1849 - 1927) – dílo Právní věda a právní filosofie. Z právní vědy vylučuje hodnotící úvahy. Rozvoj pozitivistické teorie právního státu, stát = je výlučný tvůrce práva, právem je sám vázán, ale právní normy může předepsaným způsobem měnit formální pojetí právního státu.
Georg Jellinek (1851 - 1911) – dílo Všeobecná státověda, Systém subjektivních veřejných práv, pojem normativní síla fakticity = co jest, má být. Právní normy = normy vnějšího chování mezi lidmi, normy pocházející od uznané vnější autority, jejichž závaznost je zaručena vnější mocí. Vztah mezi právem a morálkou – právo je minimem morálky. Teorie právního státu – stát musí být vázán právem.
Rudolf von Jhering – dílo Duch římského práva, Účel v právu. Právo = záruka životních podmínek společnosti, založena na donucovací moci státu. Tvůrce sociologického právního pozitivismu.

### Anglický pozitivismus
3 etapy:
1. . etapa Empirický pozitivismus – Blackstone
2. . etapa Analytický právní pozitivismus – Bentham, Austin
3. . etapa Nástupci Austina

Jeremy Bentham (1748 - 1832) - zakladatel analytického směru v právní vědě. Právo = projev vůle suverénního vládce. Podstatou práva je právní imperativ jako příkaz/zákaz či dovolení určitého chování, dovolení opaku chování. Motivační síla imperativu jsou odměny a tresty. Princip užitečnosti (utilitarity) – právo je rozumné tehdy, když je užitečné, užitečné je tehdy, když dosahuje určité cíle – bezpečnost, hojnost, rovnost.
John Austin (1790 - 1859) dělí právo na 3 skupiny: 1. božské právo – určené lidem od Boha, 2. vrchnostenská pravidla, 3. práva pozitivní morálky – nevyplývají z politické vrchnosti. Právní věda studuje pouze vrchnostenská pravidla. Právo stojí na rozkazu, povinnosti, suverénní moci a sankci. Jurisprudence neuvažuje nad tím, jestli je právo dobré, zavazuje i právo, které je v rozporu s božským právem. Jádrem pravidla je rozkaz, 2 skupiny rozkazů:1. Law, rules – zavazují k určitému chování obecně, 2. Particular commands – zavazují k určitému chování individuálně – nepatří do práv.
V současném době jsou v českém právním řádu přirozenoprávního původu práva a svobody obsažená v Listině základních práv a svobod.

## Vývojové stupně přirozenoprávní teorie
1. Teologický základ přirozeného práva (ius divinum, lex aeterna) - právo je výrazem božího záměru, boží vůle.
2. Naturalistická koncepce (ius naturae) - odbožštění, právo by nemělo záviset na boží vůli, v přírodě platí neměnné a všeobecně platné zákony (16. st.).
3. Racionalistická koncepce (ius rationale) - obsah práva je poznatelný samým rozumem (17. - 18. st.)[4]